# 圣阿涅
圣阿涅（法語：Saint-Agne，法語發音：[sɛ̃.t‿aɲ]）是法国多尔多涅省的一个市镇，属于贝尔热拉克区。

## 地理
圣阿涅（44°50'10"N, 0°38'3"E）面积5.87 平方千米，位于法国新阿基坦大区多爾多涅省，该省份为法国西南部内陆省份，是法國本土面积第三大的省，大致对应佩里戈尔地区，北起顺时针与夏朗德省、上维埃纳省、科雷兹省、洛特省、洛特-加龙省、吉倫特省和滨海夏朗德省接壤。
与圣阿涅接壤的市镇（或旧市镇、城区）包括：穆莱迪耶、韦尔东、圣卡普赖斯德拉兰德、瓦雷讷、朗凯、圣日耳曼和蒙斯。

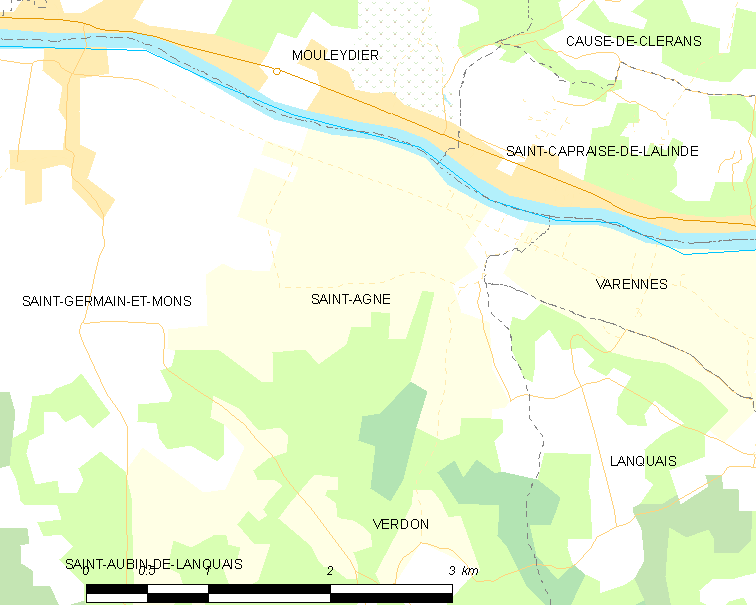
圣阿涅的OSM定位图

圣阿涅的时区为UTC+01:00、UTC+02:00（夏令时）。

## 行政
圣阿涅的邮政编码为24520，INSEE市镇编码为24361。

## 政治
圣阿涅所属的省级选区为拉兰德县。

## 人口

1962-2008年间圣阿涅人口变化图示

圣阿涅于2022年1月1日时的人口数量为443人。